# João Dourado
João Dourado is een gemeente in de Braziliaanse deelstaat Bahia. De gemeente telt 21.990 inwoners (schatting 2009).